# Ernesto Terríquez Sámano
Maximiano Ernesto Terríquez Sámano es contador, historiador, escritor y político mexicano miembro del Partido Revolucionario Institucional. Nació en la ciudad de Colima, Col., el 6 de noviembre de 1938. Fue diputado local en la XLIII Legislatura del Congreso del Estado de Colima. De 1968 a 1970 fue Contador General de Glosa; Fue tres veces tesorero del Ayuntamiento de Colima; de 1986 a 1988 fue Director de Cultura; y de 1991 a 1997 Secretario de Finanzas del gobierno del estado de Colima; de 2009 a 2015 se desempeñó como Coordinador de la Red Estatal de Bibliotecas. En 2008 recibió el Premio Colima al Mérito en Humanidades. 

## Libros
- Margarita Maza de Juárez, una vida ejemplar, 1971.
- Colima en la ruta de Juárez, crónica histórica, edic. 1972, 1982, 1985, 2002.
- Una visión de Revueltas, ideología y mito en el Luto Humano, 1977.
- Estudios de Historia Colonial, I, 1985.
- Historia mínima de Colima, (compendio), Inea.Sep., 1988.
- Historia mínima de Colima, Colima, 1989, 1992, 2012.
- Monografía del Estado de Colima, C.F.E. colaboración, 1982.
- Sobre las fundaciones de Colima, 2001.
- Lebrón de Quiñones, Relación Sumaria. Paleografía y nota introductoria. 2006.
- Colima en la ruta de Juárez/Margarita Maza de Juárez, una vida ejemplar. 2014.
- Historia de un equívoco. El significado de Colima. 2015.
- Traducciones del inglés:
- Colima de la Nueva España en el siglo XVI, Carl Sauer, en colaboración con René González, 1990.
- Secuencia cerámica en Colima; Capacha, una fase temprana. Kelly Isabel, 2002.

- Datos: Q5837036